# Autoroute A 84
Die Autoroute A 84, auch als Autoroute des Estuaires ‚Autobahn der Mündungen‘ bezeichnet, ist eine französische Autobahn mit Beginn in Rennes und dem Ende in Caen.

## Daten
Die vierspurige Autobahn (2×2) hat heute eine Gesamtlänge von 156 Kilometern. Auf dieser Strecke mit 17 Ab- und Auffahrten gibt es drei Tankstellen mit Rastanlage.
- Raststätte Mont Saint-Michel (Total) bei Saint-Aubin-de-Terregatte
- Raststätte La baie bei Braffais
- Raststätte La vallée de la Vire (Shell) bei Gouvets

## Geschichte
Die Liste zeigt die Eröffnung der Abschnitte und Teilstücke in der Zeit von 1991 bis zur endgültigen Fertigstellung im Jahr 2003.
- ?. ? 1991: Eröffnung Caen – Coulvain (N 814 – Abfahrt 42) → (N 175)
- 28. Januar 1998: Eröffnung Coulvain – Saint-Martin-des-Besaces (Abfahrt 42 – 41)
- 14. Mai 1998: Eröffnung Saint-Martin-des-Besaces - Guilberville (Abfahrt 41 – 40)
- 17. Februar 1999: Eröffnung Guilberville - L'Aumone (Abfahrt 40 – fin provisoire)
- 29. März 1999: Eröffnung Poilley – Saint-Aubin-du-Cormier (Abfahrt 34 – 28)
- 30. April 1999: Eröffnung La Colombe – La Trinité (Fin Provisoires)
- 23. Dezember 1999: Eröffnung Thorigné-Fouillard – Rennes (Abfahrt 25 – N 136)
- 2. Mai 2001: Eröffnung Saint-Aubin-du-Cormier – Beaugé (Abfahrt 28 – 27)
- 1. Oktober 2001: Eröffnung Pont-Farcy – La Colombe (Fin Provisoire)
- 17. Juli 2002: Eröffnung L'Aumone – Pont-Farcy (fin provisoire – Abfahrt 39)
- 8. November 2002: Eröffnung Thorigné-Fouillard – Beaugé (Abfahrt 25 – 27)
- 28. Januar 2003: Eröffnung La Trinité – Ponts (fin provisoire – Abfahrt 36)

## Verlauf der Autobahn
Im Verlauf von den Großstädten Rennes nach Caen durchquert die Autoroute A 84 die Bretagne und die Normandie mit den Départements Ille-et-Vilaine, Manche und Calvados.